# C/2020 F3 (NEOWISE)
C/2020 F3 (NEOWISE) — ретроградная комета с почти параболической орбитой, обнаруженная 27 марта 2020 года космическим инфракрасным телескопом NEOWISE. Свой перигелий комета прошла 3 июля 2020 года. По состоянию на 5 июля 2020 года её видимая звёздная величина составляла около +1,5m.
В северном полушарии комета была доступна для наблюдений невооружённым глазом на протяжении нескольких недель. По мнению специалистов NASA, являлась самой яркой кометой за последние 25 лет (после кометы Хейла — Боппа в 1995 году).

## Траектория

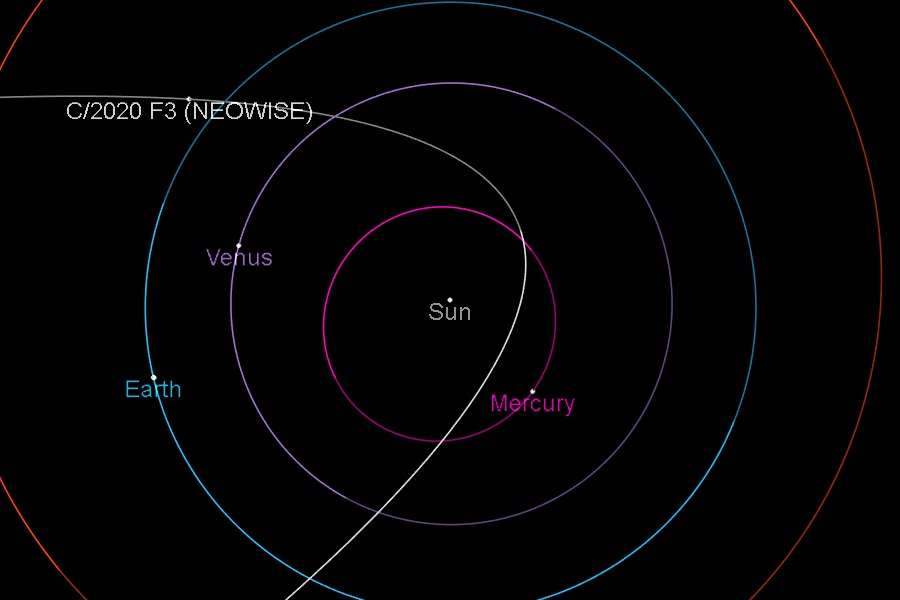
Диаграмма орбиты кометы C/2020 F3 (NEOWISE)

Комета C/2020 F3 (NEOWISE) была открыта 27 марта 2020 года космическим инфракрасным телескопом WISE (Wide-Field Infrared Survey Explorer). Комета NEOWISE находилась менее чем в 20 градусах от Солнца с 11 июня 2020 года по 9 июля 2020 года. К 10 июня 2020 года, когда комета была потеряна в сиянии Солнца, она была видимой магнитудой +7m. 3 июля 2020 года, когда комета NEOWISE прошла перигелий, она находилась на расстоянии 0,29 а.е. (43 млн км) от Солнца. Когда комета вошла в поле зрения SOHO LASCO C3 22 июня 2020 года, она достигла 3-й звёздной величины. По состоянию на июль комета NEOWISE достигла видимой звёздной величины +1m, намного превысив яркость, достигнутую кометой C/2020 F8 (SWAN), и у неё появился второй хвост. Первый голубоватый газовый (ионный) хвост светится за счёт флуоресценции молекул С2 и CN, а более поздний второй золотой хвост состоит из пыли, как у кометы Хейла-Боппа, хотя и не так велик. 5 июля 2020 года прибор WISPR зонда «Паркер» выявил в ионном хвосте вторую компоненту — натриевый ионный хвост. 23 июля 2020 года комета сблизилась с Землёй до 103,5 млн км (0,69 а.е.). В следующий раз C/2020 F3 (NEOWISE) вернётся к Солнцу через 6800  лет — её афелий находится на расстоянии 500—700 а.е. от Солнца.

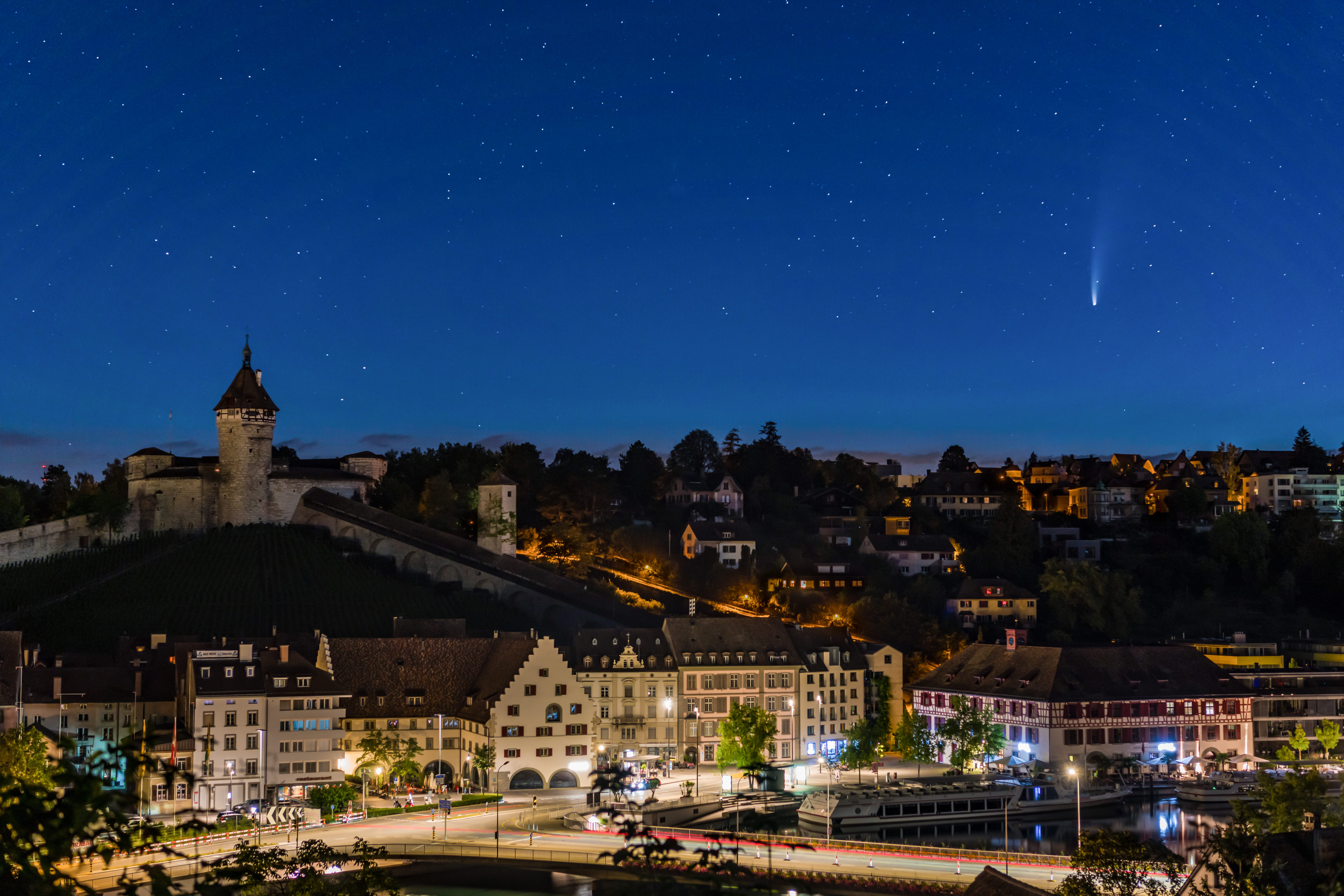
Шаффхаузен, Швейцария
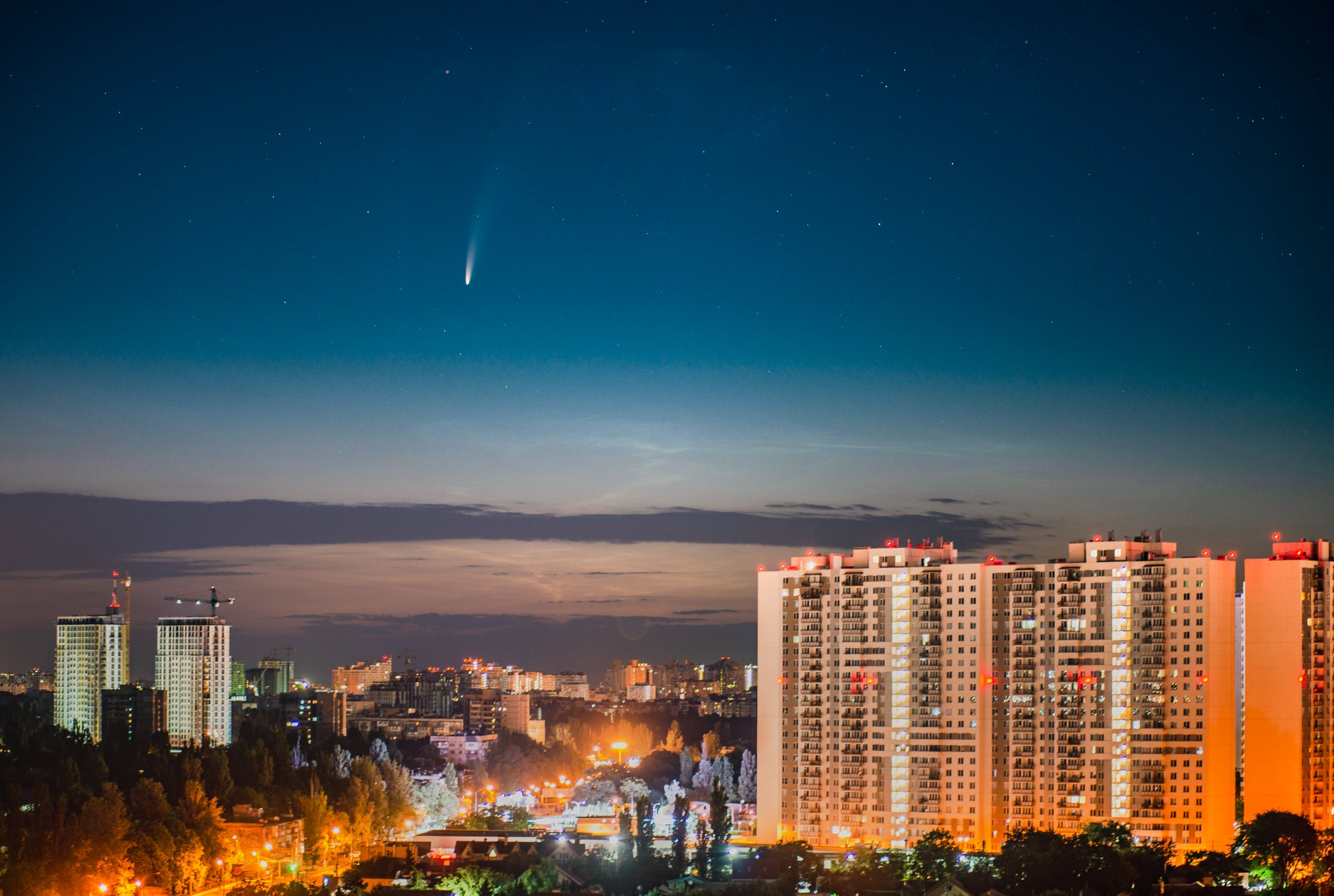
Одесса, Украина
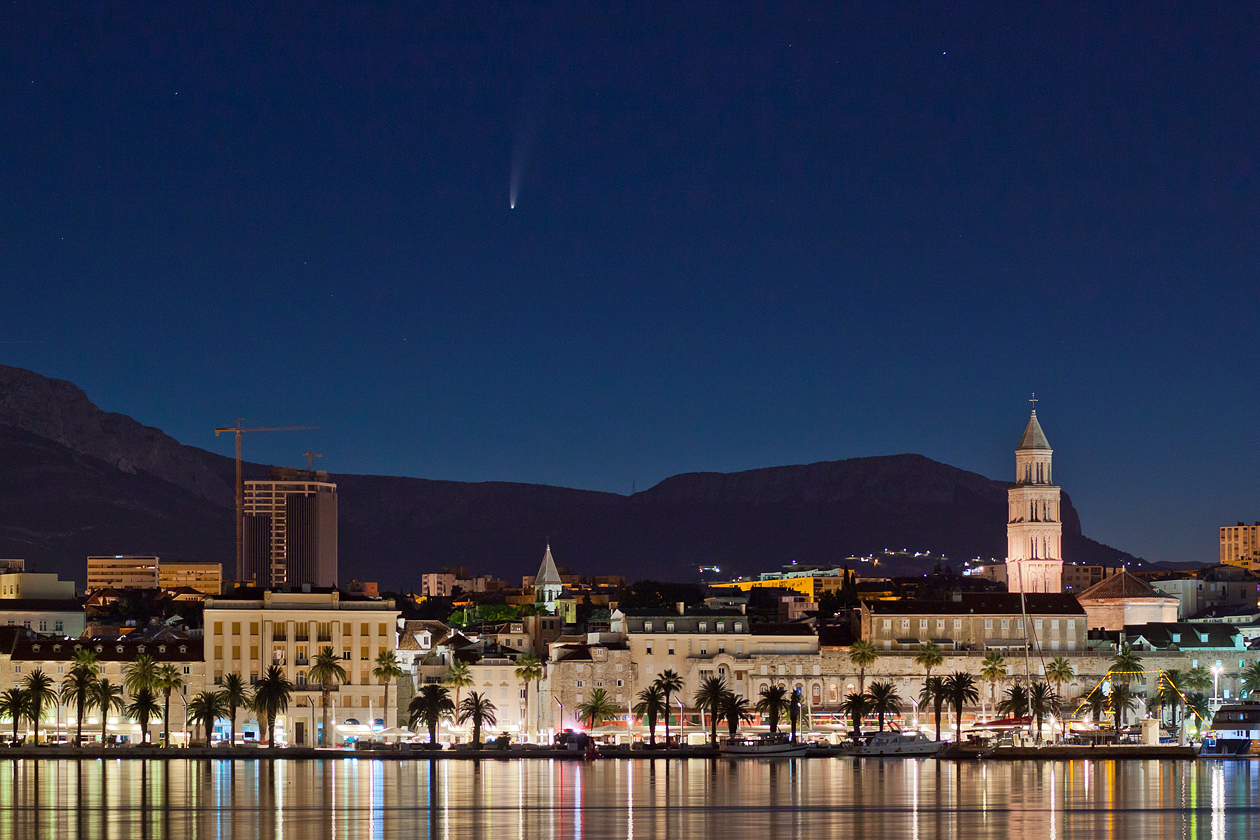
Сплит, Хорватия
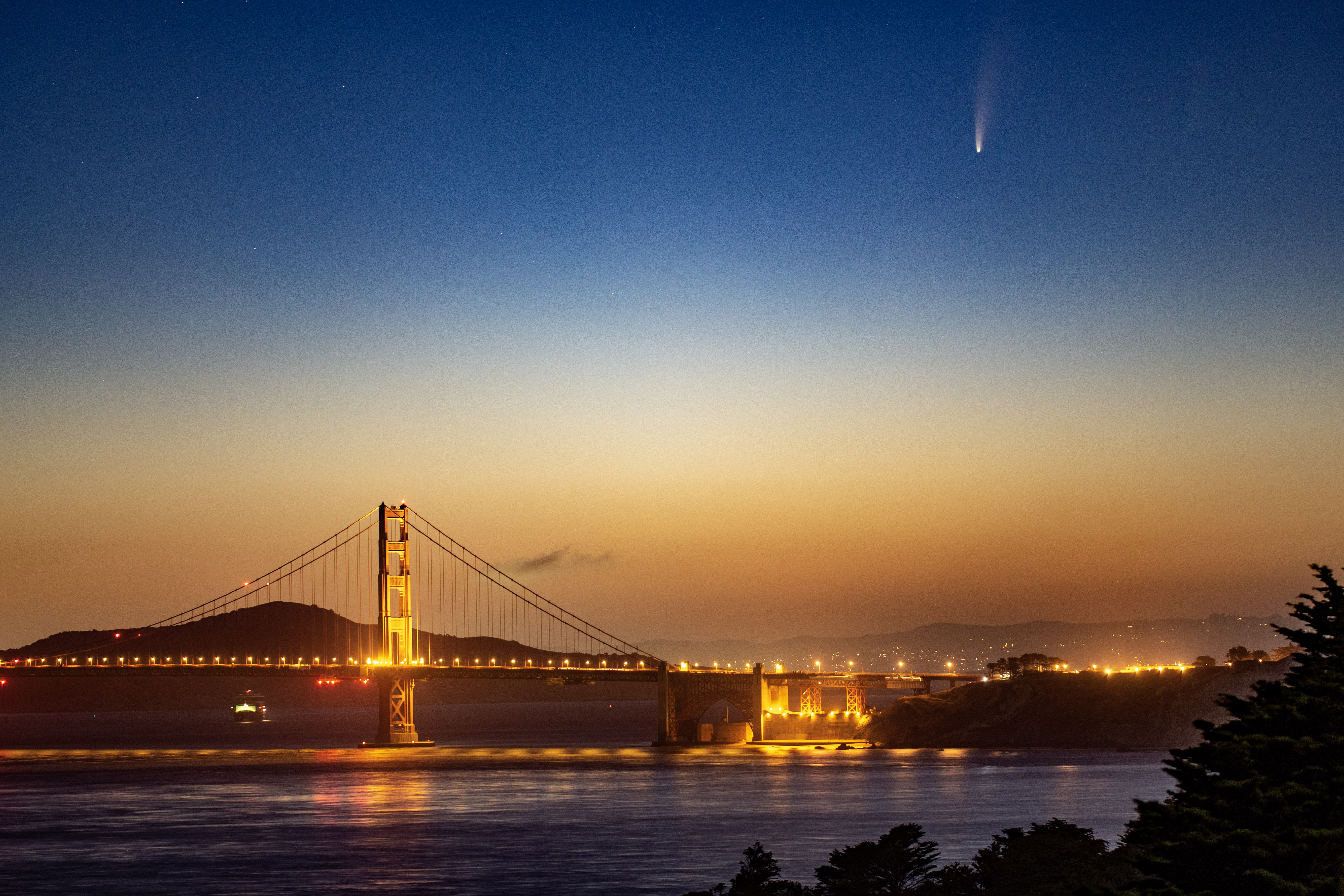
Сан-Франциско, США
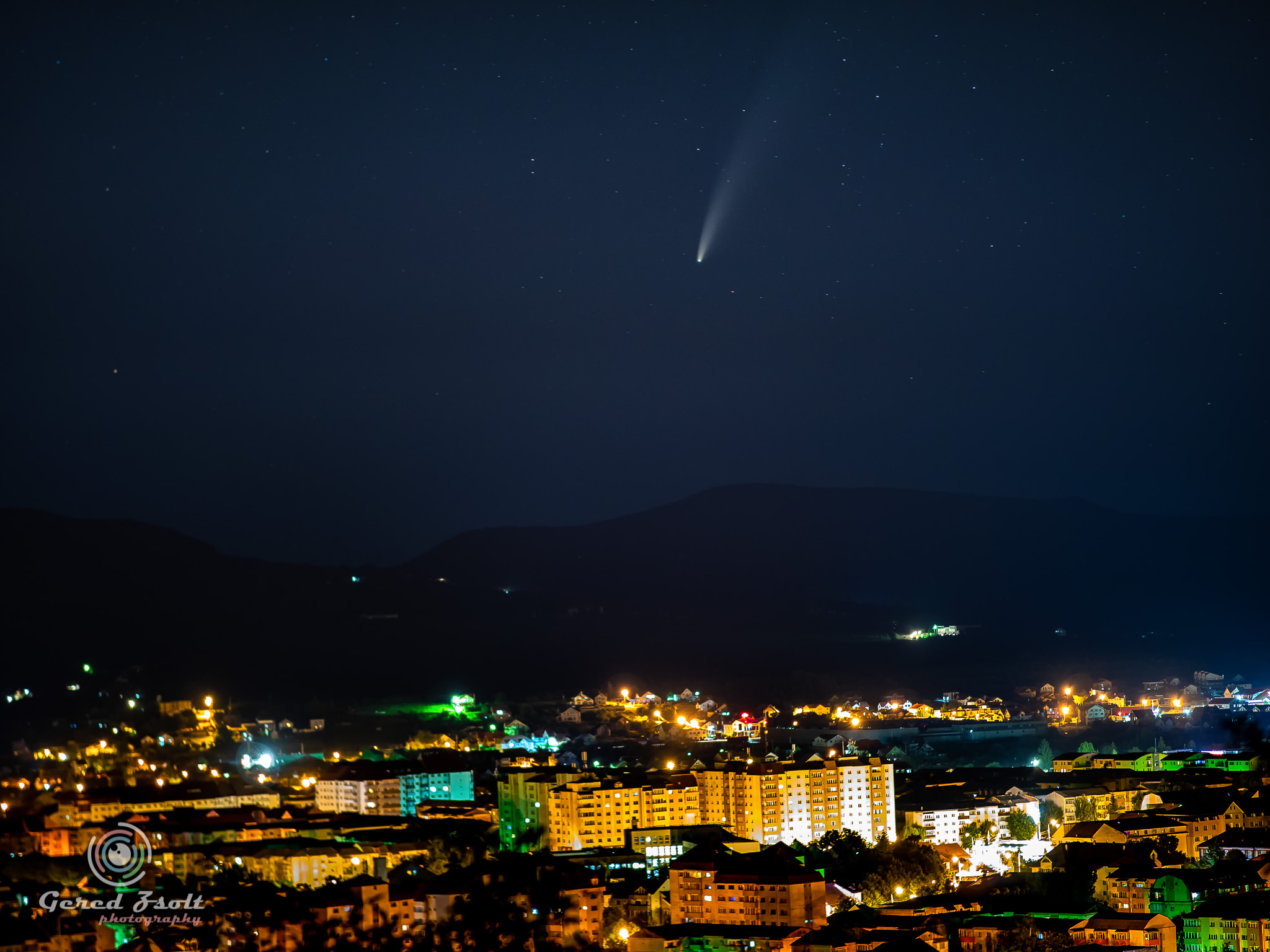
Бистрица, Румыния